# Peter Island

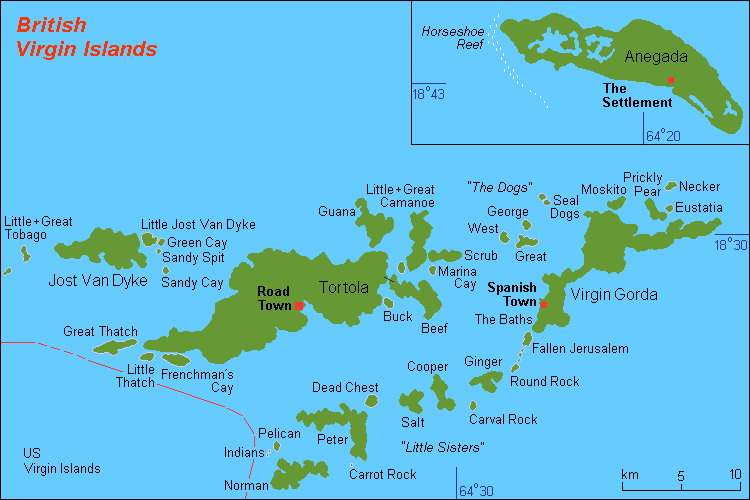
Brittiska Jungfruöarna

Peter Island (engelska Peter Island) är en ö i ögruppen Brittiska Jungfruöarna i Västindien som tillhör Storbritannien.

## Geografi
Peter Island ligger i Karibiska havet ca 8 km sydväst om huvudön Tortola.
Ön är av vulkaniskt ursprung och har en areal om ca 7 km².
Den numera helt privatägda ön saknar bofast befolkning och är en turistanläggning (resort). Utanför ön i viken Deadman's Bay ligger mot nordost även småön Dead Chest Island.
Ön kan endast nås med fartyg, färjan från Tortola tar ca 20 minuter.

## Historia
Peter Island upptäcktes 1493 av Christofer Columbus under sin andra resa till Nya världen.
Namnet härstammar från Pieter Adriensen, bror till Abraham Adriensen, förvaltare i det Nederländska Västindiska Kompaniet under 1600-talet. Pieter byggde ett fort på ön för slavhandel tillsammans med den nederländske kaparen Joost van Dyk.
Piraten Blackbeard lämnade enligt legenden 15 av sina mannar att dö på Dead Chest Island medan han sjönk "Yo ho ho".
1672 införlivades ön i den brittiska kolonin Antigua.
1773 blev ön tillsammans med övriga öar till det egna området Brittiska Jungfruöarna.
I slutet av 1960-talet köptes större delen av ön av den norske miljonären Torolf Smedvig som då började bygga turistanläggningen. Efter Smedvigs död i slutet på 1970-talet övertogs ön av ett amerikanskt bolag och nu är hela ön privatägd.
Idag är turism öns enda inkomstkälla.